# Quattro Canti (Catania)

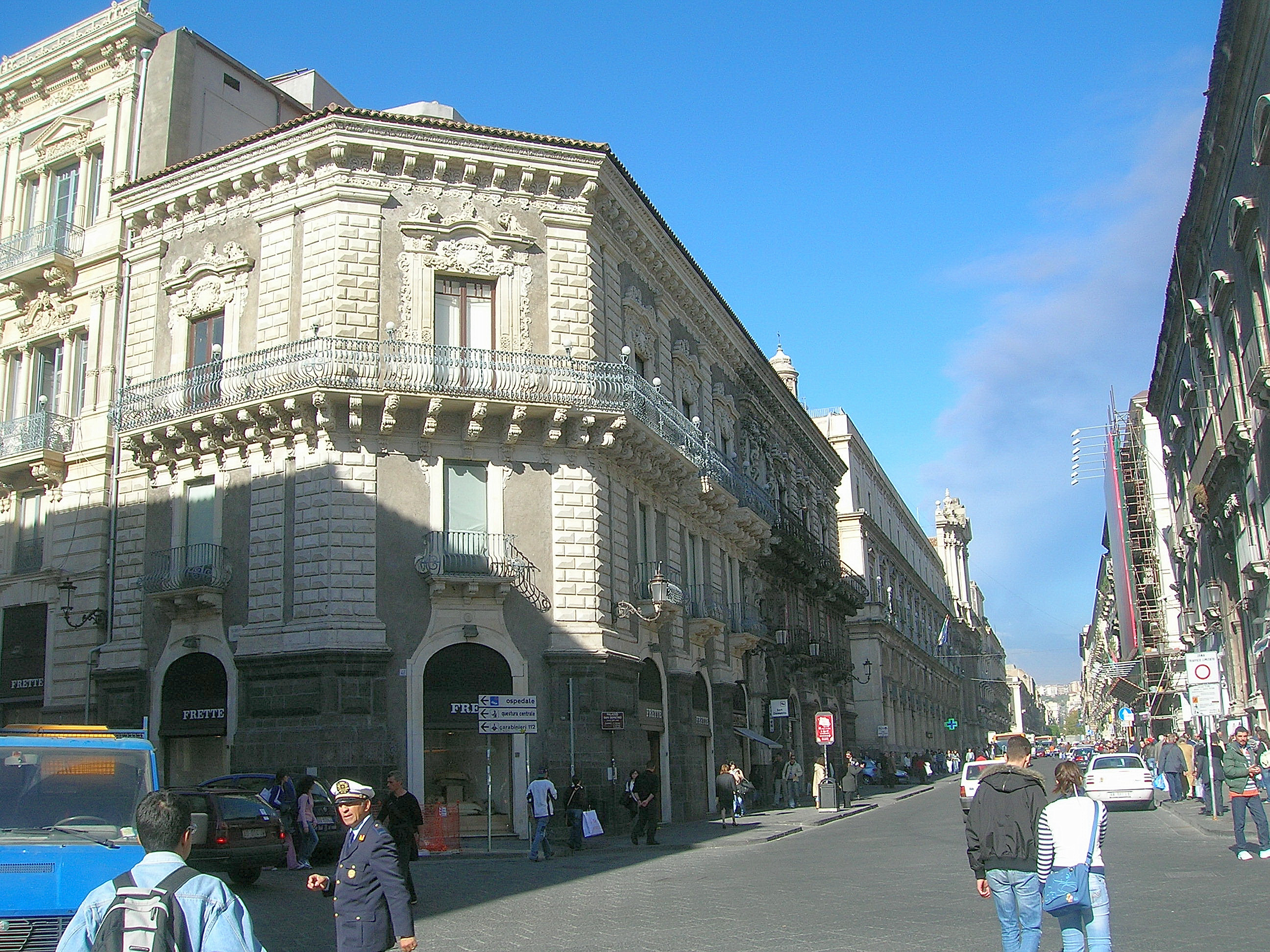
Quattro Canti in Catania

Quattro Canti (deutsch: „vier Ecken“) ist ein Platz im Zentrum von Catania in Sizilien. Er liegt an der Kreuzung zweier großer Straßen (Via Etnea, Via di Sangiuliano). Die vier Paläste, die an den vier Ecken der Kreuzung stehen, haben abgeschrägte Fassaden, so dass ein achteckiger Platz entsteht.
Drei dieser Eckpaläste gehörten adligen Familien Siziliens, der vierte gehörte zum Konvent von S. Nicolella. Von einem Balkon dieses Gebäudes aus rief Giuseppe Garibaldi im Herbst 1860 nach der Eroberung Siziliens seinen Schlachtruf aus: „O Roma o morte!“ (entweder Rom oder der Tod), um zur Eroberung Roms und somit ganz Italiens aufzurufen.